# Sant Jaume Sesoliveres (poble)
Sant Jaume Sesoliveres és un poble del municipi de Piera (l'Anoia), situat al sud del municipi, a l'esquerra del riu Anoia, a 187 msnm. Pertanyia al castell de Piera ja el 1058. Es construí al voltant de l'església de Sant Jaume Sesoliveres. El 2005 tenia 267 habitants.
El gentilici dels seus habitants és santjaumencs o santjaumins. El patró del poble és Sant Jaume, celebrat el 25 de juliol.
La Festa Major d'Hivern, coneguda com a festa de Sant Nicasi, se celebra des de l'any 1889 en honor a aquest sant, quan una plaga de pesta va provocar una gran mortalitat infantil i el poble es va encomanar al sant, comprometent-se a fer aquesta celebració el dia 1 de febrer si no morien més nens. A partir de 1970 la festa es va traslladar al primer diumenge de febrer i és tradició que siguin les persones que han tingut fills en els darrers dotze mesos les que treguin la imatge del sant i la portin en processó pels carrers de la vila.
El poble disposa d'una sola botiga, oberta el 2017, amb productes d'alimentació, ecològics i de proximitat, que és alhora cafeteria, bar, espai de mostres i punt de socialització.